# Mike Egger

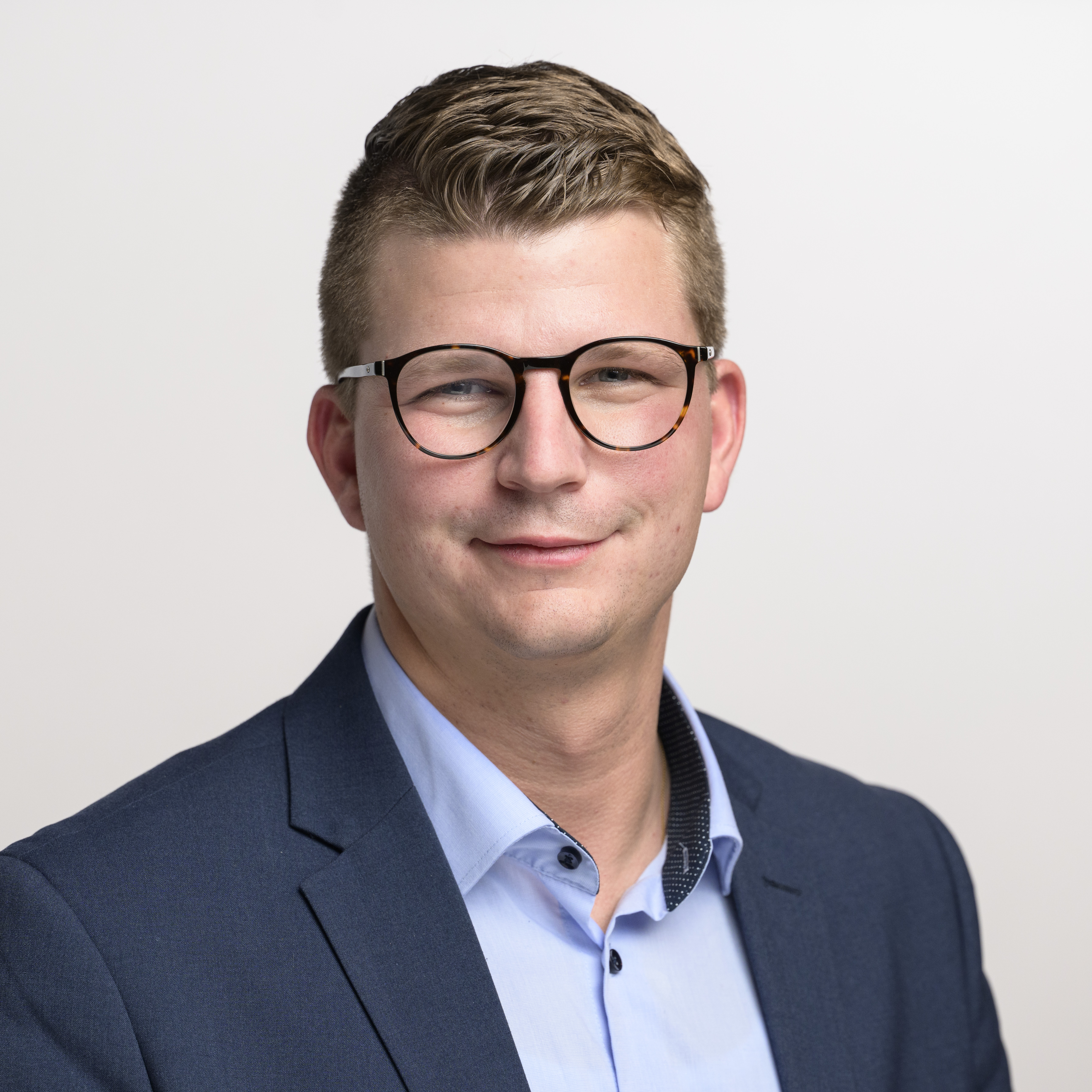
Mike Egger (2023)

Mike Andreas Egger (* 2. August 1992 in Rorschach, heimatberechtigt in Berneck und Glarus Nord) ist ein Schweizer Politiker (SVP). Seit 2019 ist er Nationalrat.

## Leben und Wirken
Egger wuchs mit drei Schwestern in Berneck auf. Er absolvierte eine Lehre als Fleischfachmann in Disentis, die er im Juni 2011 mit Auszeichnung abschloss. Seit 2014 ist er für den Fleischverarbeiter Micarna tätig und seit 2016 im Vorstand des Fleischfachverbandes St. Gallen – Liechtenstein.

## Politik

### Laufbahn
Den ersten Kontakt mit der Politik hatte er im Alter von 13 Jahren, als er an einer Jugendparlamentssitzung teilnahm. Danach wurde er Mitglied der Jungen SVP im Kanton St. Gallen, die er von 2012 bis 2016 präsidierte. Bei den Kantonsratswahlen am 11. März 2012 wurde er in den Kantonsrat gewählt und am 28. Februar 2016 bestätigt. Er blieb bis Februar 2019 im Amt.
Bei den Parlamentswahlen 2015 kandidierte Egger auf der Liste der SVP und verpasste die Wahl in den Nationalrat um knapp 600 Stimmen. Da Toni Brunner im November 2018 seinen Rücktritt aus dem Parlament bekannt gab, rückte Egger nach und wurde im März 2019 als Nationalrat vereidigt.
Am 2. Januar 2019 gab er seine Kandidatur für die Nachfolge von Karin Keller-Sutter als Ständerat bekannt. In den beiden Wahlgängen vom 10. März und 19. Mai 2019 blieb er als jeweils Drittplatzierter jedoch chancenlos.
Bei den Parlamentswahlen vom 20. Oktober 2019 wurde Egger im Amt bestätigt. Er ist Mitglied der 
Kommission für Umwelt, Raumplanung und Energie sowie der Finanzkommission. Zudem ist er Co-Präsident der parlamentarischen Gruppe «Brot und Confiserie» und Mitglied der Gruppen «Berufsbildung», «Für ein freiheitliches Waffenrecht», «Sport» sowie «Wasserstoff» (Stand April 2022). Er gründete im Anschluss an die Wahlen mit den zwei Jung-Nationalräten Andri Silberschmidt (FDP) und Franziska Ryser (Grüne) eine Wohngemeinschaft in Bern, welche bis Ende 2023 bestanden hatte.

### Standpunkte
Mike Egger ist dem konservativen Flügel der SVP zuzuordnen. Einer seiner politischen Schwerpunkte war der Kampf für ein kantonales «Burkaverbot», das als Verhüllungsverbot an der Volksabstimmung vom 23. September 2018 angenommen wurde.